# Hydrocotyle lehmannii
Hydrocotyle lehmannii är en växtart i släktet Hydrocotyle och familjen araliaväxter. Den beskrevs av Mildred Esther Mathias 1936.
Arten förekommer i Colombia, där den har använts som medicinalväxt.